# Campeonato Mundial de Esqui Alpino de 1938
O Campeonato Mundial de Esqui Alpino de 1938 foi a oitava edição do evento, foi realizado em Engelberg na Suíça, em Fevereiro de 1938.

## Medalhistas

### Masculino
| Evento    | Ouro            | Prata           | Bronze             |
| --------- | --------------- | --------------- | ------------------ |
| Downhill  | James Couttet   | Emile Allais    | Hellmut Lantschner |
| Slalom    | Rudolf Rominger | Emile Allais    | Hellmut Lantschner |
| Combinado | Emile Allais    | Rudolf Rominger | Hellmut Lantschner |

### Feminino
| Evento    | Ouro          | Prata         | Bronze          |
| --------- | ------------- | ------------- | --------------- |
| Downhill  | Lisa Resch    | Christl Cranz | Käthe Grasegger |
| Slalom    | Christl Cranz | Nini Arx-Zogg | Erna Steuri     |
| Combinado | Christl Cranz | Lisa Resch    | Käthe Grasegger |

## Quadro de medalhas
Key
| Ordem | País     | Medalha de ouro | Medalha de prata | Medalha de bronze | Total |
| ----- | -------- | --------------- | ---------------- | ----------------- | ----- |
| 1     | Alemanha | 3               | 2                | 5                 | 10    |
| 2     | França   | 2               | 2                | 0                 | 4     |
| 3     | Suíça    | 1               | 2                | 1                 | 4     |
|       | Total    | 6               | 6                | 6                 | 18    |